# Lithachne pauciflora
 (août 2025).
Espèce
Lithachne pauciflora est une espèce de plantes à fleurs de la famille des Poaceae. Cette espèce est originaire d'Amérique tropicale et subtropicale. C'est un bambou herbacé qui pousse principalement dans les régions tropicales sèches.

## Description
Il s'agit d'une espèce herbacée vivace, voisine des bambous.

## Répartition
Petites Antilles, Grandes Antilles, Mexique, Amérique centrale et Amérique du Sud.

## Systématique
Le nom correct complet (avec auteur) de ce taxon est Lithachne pauciflora (Sw.) P.Beauv..
L'espèce a été initialement classée dans le genre Olyra sous le basionyme Olyra pauciflora Sw..
Lithachne pauciflora a pour synonymes :
- Lithachne axillaris (Lam.) P.Beauv.
- Lithachne pauciflora (Sw.) P.Beauv. ex Poir., 1823
- Olyra axillaris Lam.
- Olyra pauciflora var. atrocarpa Kuntze
- Olyra pauciflora var. leucocarpa Kuntze
- Olyra pauciflora Sw.
- Stipa pauciflora (Sw.) Raspail

### Étymologie
Le nom générique Litachne dérive de la combinaison en grec ancien de lithos, « pierre » et de akhne, « balle de céréale, glume ».
L'épithète spécifique dérive du latin pauciflorus, « peu de fleurs ».